# Маци (Форли-Чезена)
Маци (итал. Mazzi) је насеље у Италији у округу Форли-Чезена, региону Емилија-Ромања.
Према процени из 2011. у насељу је живело 32 становника. Насеље се налази на надморској висини од 458 м.